# Anton Brenek

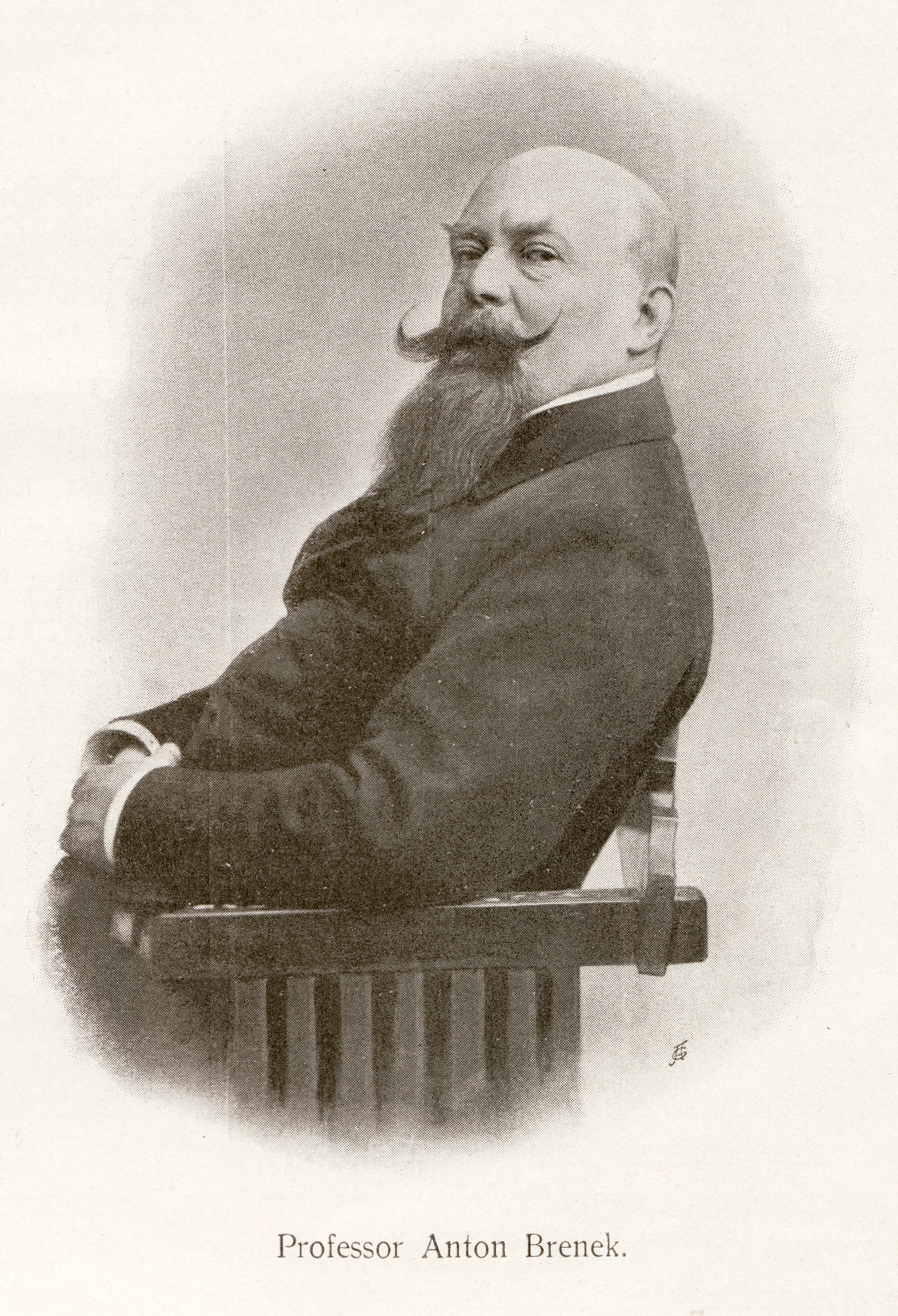
Anton Brenek

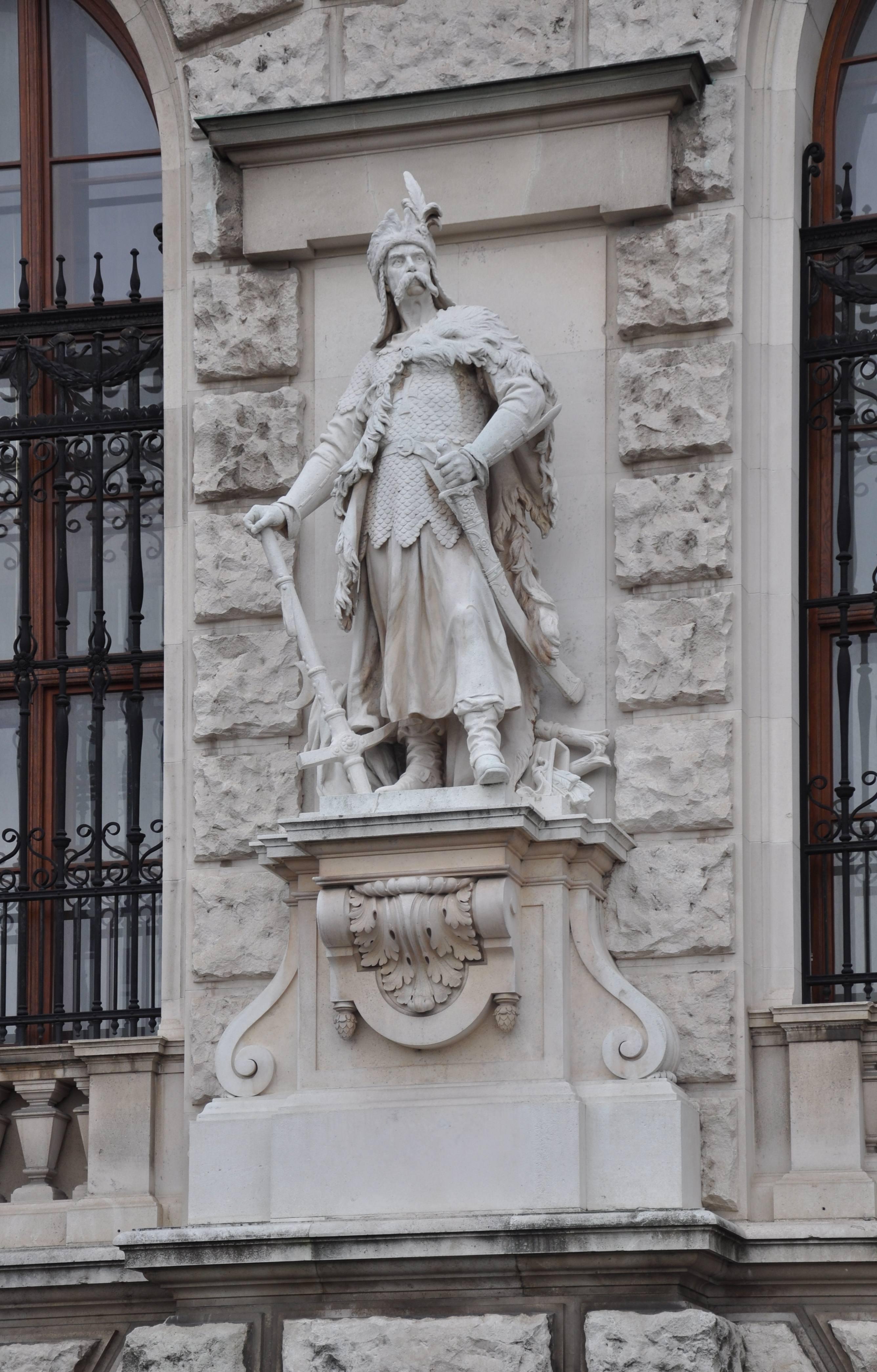
Neue Burg, Statue Polnischer Soldat von 1683

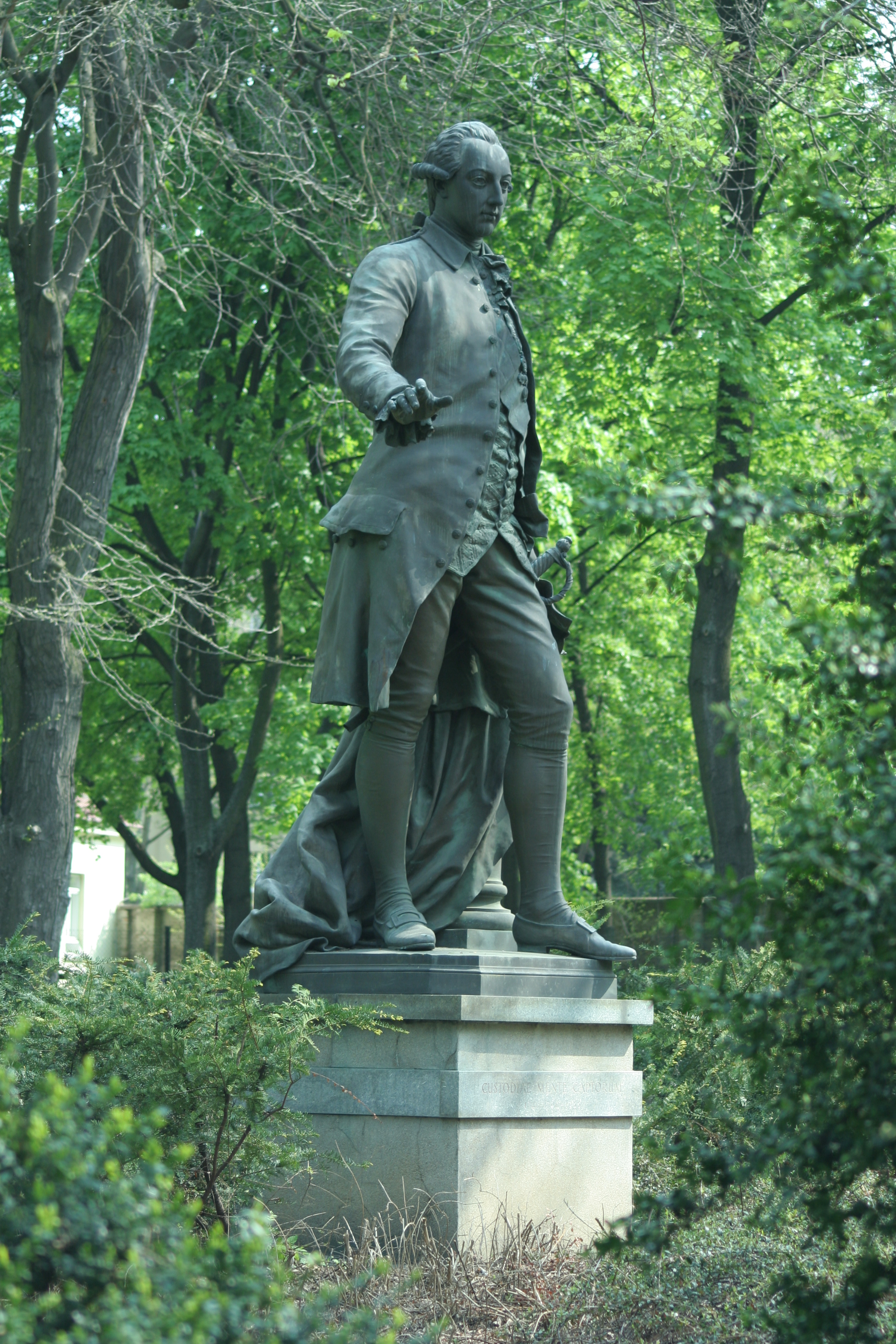
Denkmal Kaiser Joseph II. in Brünn

Anton Brenek (auch Anton Břenek; * 23. Oktober 1848 in Brünn (Mähren); † 18. November 1908 in Baden bei Wien) war ein altösterreichischer Bildhauer.

## Leben
Anton Breneks Vater war selbst Bildhauer, so war er bereits in jungen Jahren in des Vaters Atelier tätig. Ab 1872 erhielt Anton seine Ausbildung an der Wiener Kunstgewerbeschule unter Otto König, zwei Jahre später trat er in die Wiener Akademie der bildenden Künste ein, wo er die Meisterschule für höhere Bildhauerei unter Caspar von Zumbusch absolvierte. Mit ihm arbeitete Brenek an dessen Hauptwerken, dem Beethoven-Denkmal und dem Maria-Theresien-Denkmal in Wien mit. Nicht zuletzt auf Grund dieser Leistungen wurde Anton Brenek zum k. k.-Professor des Modellierens und Zeichnens an der Staatsgewerbeschule in Reichenberg ernannt. An dieser Schule unterrichtete Brenek bis 1881, dann wurde er nach Wien berufen, um an der dortigen Staatsgewerbeschule zu unterrichten. 1905 trat er in den Ruhestand, widmete sich jedoch noch bis ins hohe Alter seiner Kunst.

## Werke
- Vier Kolossalstatuen an der Fassade des Wiener Rathauses
- Denkmal Kaiser Joseph II. in Reichenberg
- Denkmal des schlesischen Landespräsidenten Baron Summer in Troppau
- vier figurale Reliefs in Carrara-Marmor für das Wiener Reichsratsgebäude
- Denkmal Kaiser Joseph II. vor dem „Deutschen Haus“ in Brünn
- Denkmal Franz Grillparzer an der Brünner Ringstraße
- Denkmal für den Brünner Bürgermeister Gustav Winterholler ebenda
- zwei allegorische Figuren Constantia et Fortitudine in der Wiener Hofburg
- eine in Kupfer getriebene Victoria an der Neuen Burg
- Kolossalstatue eines polnischen Soldaten von 1683 an der Neuen Burg
- Denkmal Kaiser Franz Joseph I. in Berndorf
- Denkmal Constantin Tomaszczuk in Czernowitz
- Denkmal Josef Treitel an der Akademie der Wissenschaften in Wien
- Denkmal Josef Maximilian Petzval im Arkadenhof der Universität Wien
- Denkmal Kaiser Joseph II. in Neutitschein
- zwei kolossale Kindergruppen (die österreichische Kaiserkrone haltend) für die Attikia des Statthaltereigebäudes in Triest
- zwei kolossale Portalgruppen für den österreichischen Pavillon in der Jubiläumsausstellung in Bukarest (1906)
- Statue des Diego Rodríguez de Silva y Velázquez im Wiener Künstlerhaus
- zwei überlebensgroße Figuren für das Portal des neuen Amtsgebäudes in Karlsbad
- Bronzebüste Albrecht Wenzel Eusebius von Wallenstein in Wiener Heeresgeschichtlichen Museum (1882)[3][4]